# Predrag Peruničić
Predrag Peruničić (serbisch-kyrillisch Предраг Перуничић; * 27. Juni 1967 in Pljevlja, SFR Jugoslawien) ist ein ehemaliger serbischer Handballspieler.

## Karriere

### Verein
Predrag Peruničić lernte das Handballspielen beim RK Rudar Pljevlja. Ab 1984 spielte der mittlere Rückraumspieler bei Dinamo Pančevo. Über den RK Crvenka kam er 1991 zum RK Roter Stern Belgrad, mit dem er 1993 die Meisterschaft und den Pokal gewann. Im Jahr 1993 wechselte er in die deutsche Bundesliga zum VfL Fredenbeck. Mit 171 Toren wurde er neuntbester Schütze der Liga, konnte den Abstieg in die 2. Bundesliga aber auch nicht verhindern. In der folgenden Spielzeit warf er 93 Tore für die SG Leutershausen, musste als Tabellenletzter aber erneut in die Zweitklassigkeit. Daraufhin kehrte er nach Jugoslawien zurück. Mit dem RK Roter Stern Belgrad wurde Peruničić 1996 und 1997 Meister und 1996 Pokalsieger, mit dem RK Partizan Belgrad 1998 Pokalsieger. Nach einer Saison beim RK Lovćen Cetinje lief er wieder für Partizan auf und gewann 2002 und 2003 den Meistertitel. Über den RK Železničar Niš kam er 2004 zum RK Vojvodina, mit dem er 2005 das nationale Double gewann. Im Sommer 2006 beendete er seine Laufbahn bei Partizan.

### Nationalmannschaft
Peruničić lief zunächst für die jugoslawische Nationalmannschaft auf, so unter anderem beim World Cup 1992.
Mit der Nationalmannschaft der Bundesrepublik Jugoslawien gewann er bei der Europameisterschaft 1996 die Bronzemedaille. Bei der Weltmeisterschaft 1997 belegte die Auswahl den neunten Rang.

## Privates
Sein jüngerer Bruder Nenad Peruničić war ebenfalls Handballnationalspieler. Gemeinsam nahmen sie an der EM 1996 und der WM 1997 teil.